# Nazionale di atletica leggera di Trinidad e Tobago
La nazionale di atletica leggera di Trinidad e Tobago è la rappresentativa di Trinidad e Tobago nelle competizioni internazionali di atletica leggera riservate alle selezioni nazionali.

## Bilancio nelle competizioni internazionali
La nazionale trinidadiana di atletica leggera vanta 17 partecipazioni ai Giochi olimpici estivi su 29 edizioni disputate. I tre ori conquistati da Trinidad e Tobago ai Giochi olimpici sono stati vinti da Hasely Crawford nei 100 metri piani a Montréal 1976, da Keshorn Walcott nel lancio del giavellotto a Londra 2012 e dalla staffetta 4×100 metri maschile a Pechino 2008.
Quest'ultima medaglia è stata assegnata a Trinidad e Tobago il 25 gennaio 2017, a seguito della squalifica da parte del CIO di un componente della squadra della Giamaica, risultato positivo alle analisi antidoping.
L'atleta che può vantare il maggior numero di medaglie olimpiche è il velocista Ato Boldon, che in carriera ha vinto 4 medaglie, di cui 1 d'argento e 3 di bronzo.